# Escala de Knoop
El ensayo de dureza de Knoop (pronunciado en inglés nūp, aunque en castellano es usual pronunciarlo como "nop") es un ensayo de microdureza, para determinar la dureza mecánica especialmente de materiales muy frágiles o láminas delgadas, donde solo se pueden hacer hendiduras pequeñas para realizar la prueba.
Este ensayo fue desarrollada por Frederick Knoop y sus colegas del National Bureau of Standards (actualmente el NIST) de EE. UU. en 1939, y fue definido por el estándar de la ASTM D1474.

## Descripción
El ensayo consiste en presionar en una zona de la muestra con un indentador piramidal de diamante, sobre la superficie pulida del material a ensayar, con una fuerza conocida, durante un tiempo de empuje determinado. Las diagonales de la huella resultante se miden usando un microscopio.
La geometría del indentador es una pirámide que presentan una relación entre la anchura y la altura media de 7:1 y con los ángulos de las caras respectivas de 172 grados para el borde largo y 130 grados para el borde corto. La profundidad de la incisión puede ser aproximadamente de 1/30 de la longitud. La dureza de Knoop, HK o KHN, se obtiene con la siguiente fórmula:

{\displaystyle HK={{carga({\mbox{kgf}})} \over {area\ de\ impresion({\mbox{mm}}^{2})}}={P \over {C_{p}L^{2}}}}

donde:
L = longitud de la hendidura en su eje largo,
Cp = factor de corrección relativo a la forma de la hendidura, idealmente 0.070279, y
P = carga
Los valores de HK varian generalmente entre 100 y 1000, cuando se calcula en las unidades convencionales de kgf·mm-2. Cuando se usa la unidad del sistema internacional, el pascal, la transformación es: 1 kgf·mm-2 = 9,80665 MPa.
Entre las ventajas de esta prueba está que se necesita sólo una cantidad de muestra muy pequeña, y que es válida para un rango muy amplio de fuerzas. La principal desventaja es la dificultad tener que usar un microscopio para medir la incisión (con una precisión de 0,5 micrómetros), y el tiempo necesario para preparar la muestra y aplicar el indentador.

## Tabla de dureza

Comparación entre las escalas de Mohs y de Knoop.

En la tabla adjunta se presentan valores indicativos de la dureza Knoop comparados con los correspondientes según la escala de Mohs.
| Mineral            | Escala de Mohs | Dureza Knoop |
| ------------------ | -------------- | ------------ |
| Talco              | 1              | 1            |
| Yeso               | 2              | 32           |
| Oro                | ~2,5           | 69           |
| Calcita            | 3              | 135          |
| Fluorita           | 4              | 163          |
| Apatita            | 5              | 430          |
| Ortoclasa          | 6              | 560          |
| Cuarzo             | 7              | 800~900      |
| Topacio            | 8              | 1.300~1.400  |
| Corindón           | 9              | 2.000        |
| Carburo de silicio | ~9             | 2.480        |
| Diamante           | 10             | 8.000~8.500  |